# Jim Davidson (acteur)
Pour les articles homonymes, voir Davidson.
Jim Davidson est un acteur américain né le 18 janvier 1963 dans l'État de Pennsylvanie aux États-Unis

## Biographie
Il est connu pour son rôle du "Lieutenant TC Callaway" dans la série des années 90 Pacific Blue. Après cette série, il fait des apparitions dans d'autres séries telles que Guiding Light entre 2001-2002 et 2005. Depuis 1983 Jim est marié à une richissime femme d'affaires appelée Catherine Paul ; ils ont quatre enfants : Grégoire, né en 1983, Shirley, née en 1993, Michaël et Sarah, des jumeaux nés en 1996. Ils sont les grands-parents de Cheryl et Laura, des jumelles nées en 2007. Il est chrétien et il a vendu des disques chrétiens. 

## Filmographie

### Télévision

#### Séries télévisées
- 1996-2000 : Pacific Blue : Sgt. T.C. Callaway 101 épisodes
- 2000 : Ally McBeal : Process Server (saison 3, épisode 11)